# Cataenococcus ductorum
Cataenococcus ductorum är en insektsart som beskrevs av Williams och Granara de Willink 1992. Cataenococcus ductorum ingår i släktet Cataenococcus och familjen ullsköldlöss. Inga underarter finns listade i Catalogue of Life.